# Nacaduba hondai
Nacaduba hondai är en fjärilsart som beskrevs av Hayashi 1976. Nacaduba hondai ingår i släktet Nacaduba och familjen juvelvingar. Inga underarter finns listade i Catalogue of Life.